# Luca Argentero
 (janvier 2021).
Si vous disposez d'ouvrages ou d'articles de référence ou si vous connaissez des sites web de qualité traitant du thème abordé ici, merci de compléter l'article en donnant les références utiles à sa vérifiabilité et en les liant à la section « Notes et références ».
Luca Argentero, né le 12 avril 1978 à Turin est un acteur italien.

## Biographie
Né à Turin, Luca Argentero grandit à Moncalieri. Après avoir terminé l'école secondaire à l'université Catholique du Collegio San Giuseppe, il travaille comme barman dans une discothèque locale tout en obtenant un diplôme en Économie et Commerce en 2004. Il atteint la célébrité en 2003 en tant que participant à la troisième saison de la série de télé-réalité Il Grande Fratello (Big Brother), arrivant en finale et se plaçant à la troisième place, avec 9 % de votes. Après cette expérience, Argentero participe à des émissions de télévision et travaille comme modèle, posant pour le calendrier du magazine mensuel italien Max.
En 2005, Luca Argentero fait ses débuts en tant qu'acteur dans la série télévisée Carabinieri dans lequel il joue le personnage de Marco Tosi dans les quatrième, cinquième et sixième saisons. En 2006, il joue le personnage principal dans le court-métrage Il quarto  sesso (Le Quatrième Sexe). Cette même année, il fait ses débuts cinématographiques dans A casa nostra de Francesca Comencini. En 2007, dans Saturno contro, un film de Ferzan Özpetek, il interprète le rôle d'un homme homosexuel puis tourne sous la direction de Michele Placido dans Le Rêve italien et Le Guetteur.
En 2009, son rôle dans Diverso da chi? lui vaut une nomination en tant que meilleur acteur au prix David di Donatello.
Il a été le mannequin vedette de la marque de sous-vêtements Intimissimi en 2010.
En 2020, il devient le personnage principal de la série télévisée Doc.
En 2022, il travaille à nouveau avec Ferzan Özpetek dans le cadre de la série adaptée du film Tableau de famille (2001) : Le fate ignoranti - La serie.

## Filmographie sélective
- 2006 : A casa nostra de Francesca Comencini : Gerry
- 2007 : Saturno contro de Ferzan Özpetek : Lorenzo
- 2007 : Lezioni di cioccolato de Claudio Cupellini
- 2008 : Solo un padre de Luca Lucini : Carlo
- 2009 : Diverso da chi? de Umberto Carteni : Piero
- 2009 : Le Rêve italien de Michele Placido
- 2009 : Oggi sposi de Luca Lucini
- 2010 : Mange, prie, aime de Ryan Murphy : Giovanni
- 2010 : La donna della mia vita de Luca Lucini : Leonardo
- 2011 : C'è chi dice no de Giambattista Avellino : Max
- 2011 : Lezioni di cioccolato 2 de Alessio Maria Federici
- 2012 : Le Guetteur de Michele Placido : Nico
- 2012 : E la chiamano estate de Paolo Franchi : Corrado
- 2013 : Pazze di me de Fausto Brizzi
- 2013 : Bianca come il latte, rossa come il sangue de Giacomo Campiotti : Le professeur
- 2013 : Cha Cha Cha de Marco Risi : Corso
- 2014 : Un boss in salotto de Luca Miniero
- 2014 : Fratelli unici de Alessio Maria Federici
- 2014 : Tre tocchi de Marco Risi
- 2015 : Poli opposti de Max Croci
- 2015 : Noi e la Giulia de Edoardo Leo : Diego
- 2015 : Vacanze ai Caraibi - Il film di Natale de Neri Parenti
- 2016 : Al posto tuo de Max Croci : Luca Molteni
- 2017 : Il permesso - 48 ore fuori de Claudio Amendola
- 2018 : Hotel Gagarin de Simone Spada
- 2018 : Cosa fai a Capodanno? de Filippo Bologna
- 2019 : Copperman de Eros Puglielli
- 2019 : Io, Leonardo de Jesus Garces Lambert
- 2019 : Brave ragazze de Michela Andreozzi
- Depuis 2020 : Doc, série : Andrea Fanti
- 2021 : Come un gatto in tangenziale - Ritorno a Coccia di Morto de Riccardo Milani
- 2022 : Le fate ignoranti - La serie de Ferzan Özpetek

## Distinction
- David di Donatello 2009 : Nomination pour le meilleur acteur pour Diverso da chi?